# Suddivisioni della Thailandia
La suddivisione amministrativa della Thailandia è di due tipi: quella relativa agli enti locali e quella relativa al livello delle città. Esiste un'ulteriore suddivisione relativa alle macroregioni, che non ha valore amministrativo e viene usata a scopi geografici o a fini statistici.

## Suddivisione amministrativa del territorio
Gli enti locali thailandesi sono di quattro tipi, che di seguito sono riportati in ordine di importanza:
1. Provincia - La provincia rappresenta l'ente locale più importante ed il suo territorio si suddivide in un numero variabile di distretti
2. Distretto - Il distretto è l'ente locale di secondo livello, e si suddivide a sua volta in un numero variabile di sotto-distretti
3. Sotto-distretto - Il sotto-distretto è l'ente locale di terzo livello, e si suddivide a sua volta in un numero variabile di villaggi
4. Villaggio - Il villaggio rappresenta il livello più basso dell'amministrazione locale

### Province e metropoli di Bangkok
La Thailandia è suddivisa in 76 province (in lingua thai: จังหวัด, traslitterazione RTGS: changwat). La capitale Bangkok è dal 1975 una zona con lo statuto speciale di metropoli affidata all'Amministrazione metropolitana di Bangkok. Viene considerata la 77ª provincia, poiché è amministrata allo stesso livello delle altre. Il sistema di suddivisione amministrativa in 77 province è quello ufficiale adottato dal dipartimento governativo dell'Istituto Reale di Thailandia.
Il nome delle provincia è lo stesso di quello del rispettivo distretto capoluogo, che di solito comprende e prende il nome dalla città più popolosa della provincia. Le province i cui distretti capoluogo non comprendono le città più popolose sono quelle di Tak (Mae Sot è la città più popolosa della provincia), Phetchaburi (Cha-am è la città più popolosa), di Pathum Thani (Rangsit è la città più popolosa), di Songkhla (Hat Yai è la città più popolosa), di Chonburi (Pattaya è la città più popolosa), di Narathiwat (Su-Ngai Kolok è la città più popolosa) e di Prachuap Khiri Khan (Hua Hin è la città più popolosa).
Un'altra eccezione è quella relativa alla provincia di Ayutthaya, la cui denominazione ufficiale è "provincia di Phra Nakhon Si Ayutthaya" (letteralmente: provincia della capitale del Regno di Ayutthaya.
Bangkok è sia la città più popolosa del paese che quella più densamente popolata. La provincia più estesa è quella di Nakhon Ratchasima, mentre la meno estesa è quella di Samut Songkhram. La provincia di Ranong è la meno popolata, mentre quella di Mae Hong Son ha la minore densità di popolazione (dati secondo il censimento del 2000).
Ogni provincia è amministrata da un governatore, che è nominato dal Ministero degli Affari Interni. L'unica eccezione è Bangkok, il cui governatore è eletto dagli abitanti. All'interno dell'Amministrazione metropolitana di Bangkok, il potere esecutivo è nelle mani del governatorato metropolitano, mentre quello legislativo è affidato al Consiglio metropolitano.

### Distretti
Ogni provincia ha un numero variabile di distretti, detti amphoe (อำเภอ) che in totale sono 878, a cui vanno aggiunti i 50 distretti di Bangkok, che sono chiamati khet (เขต), anche se nei documenti ufficiali a volte sono erroneamente identificati come amphoe. Il numero di distretti in ogni provincia varia, dai tre delle province più piccole ai cinquanta di Bangkok.
Ogni distretto ha un proprio ufficio, chiamato Thi wa kan amphoe (ที่ว่าการอำเภอ), che svolge principalmente la funzione di registro dello stato civile. Al vertice di questo Ente Locale vi è il capo-distretto, (Nai amphoe, นายอำเภอ), che viene nominato dal Ministero degli Interni ed è subordinato al governatore provinciale.

#### Distretti capoluogo di provincia
L'amphoe mueang (in thai: อำเภอเมือง) è il distretto della "municipalità capoluogo" (in thai: เมือง, trasl. mueang) di provincia, che ospita gli uffici dell'amministrazione provinciale. Ospita generalmente le città più grandi della provincia, che ricadono però sotto la classificazione delle municipalità (thesaban). Il territorio comunale occupa solo una parte di quello occupato dal distretto capoluogo.
Vi sono alcune eccezioni in cui le città più grandi della provincia non fanno parte dell'amphoe mueang, come nel caso di Hat Yai, la città più grande della provincia di Songkhla, dove il distretto capoluogo è quello della stessa Songkhla. L'unico distretto capoluogo di provincia che non prende il nome di amphoe mueang è quello di Ayutthaya, che viene chiamato Amphoe Phra Nakhon Si Ayutthaya (in thai: อำเภอพระนครศรีอยุธยา, lett. distretto della città reale di Ayutthaya)

### Sottodistretti
I distretti sono composti da un numero variabile di sotto-distretti, chiamati tambon (ตำบล) che, a tutto il 2009, erano 7.255. A questi vanno aggiunti i 169 sotto-distretti di Bangkok, che sono chiamati khwaeng (แขวง).
Nell 2001 sono state istituite le "Organizzazioni Amministrative dei Tambon", al cui vertice sono stati posti i "Consigli di Tambon". Ognuno di tali organismi è composto da un'assemblea a cui partecipano due rappresentanti di ogni villaggio (muban) in cui è suddiviso il sotto-distretto. L'assemblea elegge il "Presidente di Tambon". I territori dei sotto-distretti che fanno parte delle municipalità , dette (thesaban), sono amministrati direttamente dal Consiglio Municipale.

### Villaggi
Gli Enti Locali thailandesi di minore importanza sono i villaggi, chiamati muban (หมู่บ้าน). Ogni sotto-distretto ha un numero variabile di muban, che su scala nazionale erano 74.944 nel 2008.
Vengono chiamati villaggi anche le suddivisioni territoriali comunali più piccole, che non hanno un capo-villaggio ma hanno due rappresentanti nel Consiglio di Tambon. Nelle aree più remote, la popolazione elegge un capo-villaggio (thai: Phu Yai Ban, ผู้ใหญ่บ้าน), la cui nomina viene ufficializzata dal Ministero degli Interni. La funzione del capo-villaggio è prevalentemente quella consultiva.

## Classificazione delle città
Le città thailandesi sono denominate thesaban, hanno un proprio municipio ed una propria organizzazione e vengono suddivise a seconda del numero di abitanti:
- Thesaban nakhon, per le città che hanno più di 50.000 abitanti
- Thesaban mueang, per le città che hanno dai 10.000 ai 50.000 abitanti
- Thesaban tambon, per le città con meno di 10.000 abitanti.

Sia Bangkok che Pattaya sono municipalità ad amministrazione speciale al di fuori del sistema dei thesaban.
I thesaban svolgono nell'amministrazione cittadina alcune delle funzioni amministrative riservate ai distretti (amphoe), ai sotto-distretti (tambon) ed ai villaggi (muban) nelle aree rurali. Il territorio comunale occupa solo il territorio di uno o di alcuni dei tambon del distretto, che possono comprendere anche aree rurali non facenti parte della municipalità.